# Kreis Seelow
Der Kreis Seelow war ein deutscher Landkreis. Er gehörte von 1952 bis 1990 zum Bezirk Frankfurt (Oder) der Deutschen Demokratischen Republik (DDR). Von 1990 bis 1993 bestand er als Landkreis Seelow im Land Brandenburg fort. Sein Gebiet liegt heute im Landkreis Märkisch-Oderland in Brandenburg. Sein Verwaltungssitz war die Stadt Seelow.

## Geographie

### Lage
Der Kreis Seelow lag im Kerngebiet des Landes Lebus, dessen Name von der gleichnamigen Kleinstadt, die im Kreis Seelow lag, herrührt.

### Nachbarkreise
Der Kreis Seelow grenzte im Norden an den Kreis Bad Freienwalde, im Osten an Polen, im Süden an den Stadtkreis Frankfurt/Oder und den Kreis Fürstenwalde und im Westen an den Kreis Strausberg.

## Geschichte
Der alte Kreis Lebus wurde 1950 in Landkreis Seelow umbenannt. Kreisstadt war die Stadt Seelow. Im Zuge der Verwaltungsreform in der DDR am 25. Juli 1952 wurde der Landkreis Seelow auf die neuen Kreise Seelow, Bad Freienwalde und Strausberg  aufgeteilt, die alle zum neuen Bezirk Frankfurt (Oder) kamen. Zum neuen Kreis Seelow mit der Kreisstadt Seelow kamen dabei auch Teile des alten Kreises Oberbarnim. Im Dezember 1952 kam auch die Gemeinde Booßen, die im Juli 1952 zunächst dem Kreis Fürstenwalde zugeordnet worden war, zum Kreis Seelow. Am 1. Januar 1974 wurde Booßen in die Stadt Frankfurt (Oder) eingemeindet.
Mit der Wiedervereinigung 1990 wurde der Kreis Seelow ein Landkreis nach deutschem Kommunalrecht im Land Brandenburg. Bereits vorher, am 17. Mai 1990 wurde der Kreis in Landkreis Seelow umbenannt. Der erste freigewählte Kreistag wählte den Tierarzt Albert Lipfert zum Landrat. Am 6. Dezember 1993 fusionierte der Landkreis Seelow im Zuge der brandenburgischen Kreisreform mit dem Landkreis Strausberg und dem Landkreis Bad Freienwalde zum Landkreis Märkisch-Oderland.

## Kreisangehörige Gemeinden und Städte
Aufgeführt sind alle Orte, die am 25. Juli 1952 bei der Gründung des Kreises Seelow eigenständige Gemeinden waren. Eingerückt sind Gemeinden, die bis zum 5. Dezember 1993 ihre Eigenständigkeit verloren und in größere Nachbargemeinden eingegliedert wurden oder sich mit einer anderen Gemeinde zusammengeschlossen hatten.
- Seelow, Kreisstadt
- Altbarnim (heute ein Ortsteil von Neutrebbin)
- Altfriedland (heute ein Ortsteil von Neuhardenberg)
- Alt Mahlisch (heute ein Ortsteil der Gem. Fichtenhöhe)
  - Alt Rosenthal (wurde am 1. Januar 1962 nach Worin eingemeindet[5]) (heute ein Ortsteil der Gem. Vierlinden)
- Alt Tucheband (am 1. Januar 1962 wurde Neu Tucheband eingemeindet) (Gemeinde und Ortsteil)
- Alt Zeschdorf (heute ein Ortsteil von Zeschdorf)
- Bleyen (heute ein Ortsteil von Bleyen-Genschmar)
  - Booßen (kam am 4. Dezember 1952 vom Kreis Fürstenwalde zum Kreis Seelow und wurde am 1. Januar 1974 nach Frankfurt/Oder eingemeindet)
- Buschdorf (heute ein Ortsteil von Zechin)
- Carzig (heute ein Ortsteil der Gem. Fichtenhöhe)
- Diedersdorf (heute ein Ortsteil der Gem. Vierlinden)
- Döbberin (heute ein Ortsteil von Zeschdorf)
- Dolgelin (heute ein Ortsteil der Gemeinde Lindendorf)
- Falkenhagen (Gemeinde und Gemeindeteil)
- Friedersdorf (heute ein Ortsteil der Gem. Vierlinden)
- Friedrichsaue (heute ein Ortsteil von Zechin)
- Genschmar (heute ein Ortsteil von Bleyen-Genschmar)
  - Gieshof-Mehrin-Graben (schloss sich am 1. Januar 1962 mit Zelliner Loose zu Gielshof-Zelliner Loose zusammen[5]) (heute Wohnplätze Gieshof, Graben und Vorwerk Mehrin in der Gem. Letschin)
- Gieshof-Zelliner Loose (Gieshof-Mehrin-Graben schloss sich am 1. Januar 1962 mit Zelliner Loose zu Gielshof-Zelliner Loose zusammen)(heute ein Ortsteil von Letschin)
  - Görlsdorf (wurde am 1. Januar 1962 nach Worin eingemeindet[5]) (heute ein Ortsteil der Gem. Vierlinden)
- Golzow (Gemeinde)
- Gorgast (heute ein Ortsteil von Küstriner Vorland)
- Groß Neuendorf (heute ein Ortsteil von Letschin)
- Gusow (heute ein Ortsteil von Gusow-Platkow)
- Hathenow (heute ein Ortsteil von Alt Tucheband)
- Jahnsfelde (heute ein Ortsteil der Stadt Müncheberg)
- Kiehnwerder (am 1. Januar 1957 wurde Neu Rosenthal nach Kiehnwerder eingemeindet) (heute ein Ortsteil von Letschin)
- Kienitz (heute ein Ortsteil von Letschin)
  - Kietz (wurde am 3. Oktober 1991 in Küstrin-Kietz umbenannt[5])
- Klein Neuendorf (am 1. Januar 1957 wurde Posedin nach Klein Neuendorf eingemeindet) (heute ein Gemeindeteil von Letschin)
- Küstrin-Kietz (am 3. Oktober 1991 wurde Kietz in Küstrin-Kietz umbenannt) (heute ein Ortsteil von Küstriner Vorland)
  - Langsow (wurde am 1. Januar 1962 nach Werbig eingemeindet[5]) (heute Gemeindeteile Alt Langsow und Neulangsow, Stadt Seelow)
- Lebus, Stadt (am 1. Februar 1974 wurde Wüste Kunersdorf eingemeindet)
- Letschin (am 1. Februar 1974 wurden Solikante und Wilhelmsaue nach Letschin eingemeindet)(Gemeinde und Ortsteil)
- Libbenichen (heute ein Ortsteil der Gemeinde Lindendorf)
- Lietzen (Gemeinde)
- Mallnow (Ortsteil der Stadt Lebus)
- Manschnow (am 1. Februar 1974 wurde Neu Manschnow eingemeindet) (heute ein Ortsteil von Küstriner Vorland)
- Marxdorf (heute ein Ortsteil der Gem. Vierlinden)
  - Marxwalde (Neuhardenberg war am 1. Mai 1949 in Marxwalde umbenannt worden, am 1. Januar 1991 wurde der Ort wieder in Neuhardenberg umbenannt[5])
- Neubarnim (heute ein Ortsteil von Letschin)
  - Neuentempel (wurde am 1. Juli 1967 nach Diedersdorf eingemeindet[5]) (heute ein Ortsteil der Gem. Vierlinden)
- Neuhardenberg (Marxwalde wurde am 1. Januar 1991 in Neuhardenberg umbenannt)
- Neu Mahlisch (heute ein Ortsteil der Gemeinde Lindendorf)
  - Neu Manschnow (wurde am 1. Februar 1974 nach Manschnow eingemeindet[5]) (heute ein Gemeindeteil von Küstriner Vorland)
  - Neu Rosenthal (wurde am 1. Januar 1957 nach Kiehnwerder eingemeindet[5]) (heute ein Gemeindeteil von Letschin)
- Neutrebbin (Gemeinde und Ortsteil)
  - Neu Tucheband (wurde am 1. Januar 1962 in Alt Tucheband eingemeindet[5]) (heute ein Gemeindeteil von Alt Tucheband)
- Niederjesar (heute ein Ortsteil der Gem. Fichtenhöhe)
- Ortwig (heute ein Ortsteil von Letschin)
- Petershagen (heute ein Ortsteil von Zeschdorf)
- Platkow (heute ein Ortsteil von Gusow-Platkow)
- Podelzig (Gemeinde)
  - Posedin (wurde am 1. Januar 1957 nach Klein Neuendorf eingemeindet[5]) (heute ein Gemeindeteil von Letschin)
- Quappendorf (heute ein Ortsteil von Neuhardenberg)
- Rathstock (heute ein Ortsteil von Alt Tucheband)
- Reitwein (Gemeinde)
- Sachsendorf (heute ein Ortsteil der Gemeinde Lindendorf)
- Schönfließ (heute ein Ortsteil der Stadt Lebus)
- Sietzing (heute ein Ortsteil von Letschin)
  - Solikante (wurde am 1. Februar 1974 nach Letschin eingemeindet[5]) (heute ein Gemeindeteil von Letschin)
- Sophienthal (heute ein Ortsteil von Letschin)
- Steintoch (heute ein Ortsteil von Letschin)
- Trebnitz (heute ein Ortsteil der Stadt Müncheberg)
- Treplin (Gemeinde)
- Werbig (am 1. Januar 1962 wurde Langsow nach Werbig eingemeindet) (heute ein Ortsteil von Seelow)
  - Wilhelmsaue (wurde am 1. Februar 1974 nach Letschin eingemeindet[5]) (heute ein Gemeindeteil von Letschin)
- Wollup (heute ein Gemeindeteil von Letschin)
- Worin (am 1. Januar 1962 wurden Alt Rosenthal und Görlsdorf nach Worin eingemeindet) (heute ein Ortsteil der Gem. Vierlinden)
  - Wüste Kunersdorf (wurde am 1. Februar 1974 nach Lebus eingemeindet[5]) (heute ein Gemeindeteil der Stadt Lebus)
- Wulkow (heute ein Ortsteil von Neuhardenberg)
- Wulkow (heute ein Ortsteil der Stadt Lebus)
- Wuschewier (heute ein Gemeindeteil von Neutrebbin)
- Zechin (Gemeinde und Ortsteil)
  - Zelliner Loose (schloss sich am 1. Januar 1962 mit Gieshof-Mehrin-Graben zu Gielshof-Zelliner Loose zusammen[5])(heute ein Gemeindeteil von Letschin)

1992 bildeten sich im Kreis die Verwaltungsgemeinschaften Amt Golzow, Amt Lebus, Amt Letschin, Amt Neuhardenberg und Amt Seelow-Land.
Am 6. Dezember 1993 ging der Landkreis im Zuge der brandenburgischen Kreisreform im Landkreis Märkisch-Oderland auf.

## Kfz-Kennzeichen
Den Kraftfahrzeugen (mit Ausnahme der Motorräder) und Anhängern wurden von etwa 1974 bis Ende 1990 dreibuchstabige Unterscheidungszeichen, die mit dem Buchstabenpaar EP begannen, zugewiesen. Die letzte für Motorräder genutzte Kennzeichenserie war ES 42-81 bis ES 58-50.
Anfang 1991 erhielt der Landkreis das Unterscheidungszeichen SEE. Es wurde bis Ende 1993 ausgegeben. Seit dem 18. März 2013 ist es im Landkreis Märkisch-Oderland erhältlich.